# Lijst van werken van Francisco Goya
Dit is een (incomplete) lijst van werken van de Spaanse kunstschilder en graveur Francisco Goya.
| Afbeelding | Titel                                                                                               | Jaar          | Locatie                                                               |
| ---------- | --------------------------------------------------------------------------------------------------- | ------------- | --------------------------------------------------------------------- |
|            | Consagración de San Luis Gonzaga                                                                    | ca. 1763      | Museo Goya, Zaragoza                                                  |
|            | Aparición de la Virgen del Pilar a Santiago y a sus discípulos zaragozanos                          | 1768          | Museo Goya, Zaragoza                                                  |
|            | Triple generación                                                                                   | 1769          | Collectie Marquess de las Palmas, Jerez de la Frontera                |
|            | Aníbal vencedor contempla por primera vez Italia desde los Alpes                                    | 1770          |                                                                       |
|            | Martin Zapater                                                                                      | 1770          | Museo de Bellas Artes de Bilbao                                       |
|            | Sacrificio a Vesta                                                                                  | 1771          | Collectie van Felix Palacios Remondo, Zaragoza                        |
|            | The Sacrifice to Priapus                                                                            | 1771          | privécollectie, Barcelona                                             |
|            | The rape of Europa                                                                                  | 1772          | privécollectie, VS                                                    |
|            | El nombre de Dios adorado por los angeles                                                           | 1772          | Basílica de Nuestra Señora del Pilar, Zaragoza                        |
|            | Frescos in de Cartuja de Aula Dei                                                                   | 1774          | Cartuja de Aula Dei                                                   |
|            | El baile de San Antonio de la Florida                                                               | 1775-92       | Museo del Prado, Madrid                                               |
|            | El Quitasol                                                                                         | 1777          | Museo del Prado, Madrid                                               |
|            | El guitarrista ciego                                                                                | 1778          | Museo del Prado, Madrid                                               |
|            | El columpio                                                                                         | 1779          | Museo del Prado, Madrid                                               |
|            | Bautismo de Cristo                                                                                  | 1775-1780     | privécollectie Condes de Orgaz, Madrid                                |
|            | Cristo en la cruz                                                                                   | 1780          | Museo del Prado, Madrid                                               |
|            | The Queen of Martyrs                                                                                | 1780-81       | Basílica de Nuestra Señora del Pilar                                  |
|            | The Count of Floridablanca and Goya                                                                 | 1783          | Banco Urquijo, Madrid                                                 |
|            | Family of Infante Don Luis                                                                          | 1784          | Fondazione Magnani-Rocca, Italië                                      |
|            | San Bernardino de Siena                                                                             | 1784          | Real Basilica de San Francisco el Grande, Madrid                      |
|            | The Annunciation                                                                                    | 1785          | privécollectie, Spanje                                                |
|            | The Marquesa de Pontejos                                                                            | ca. 1786      | National Gallery of Art, Washington                                   |
|            | La Nevada                                                                                           | 1786          | Museo del Prado, Madrid                                               |
|            | Spring (or The Flower Girls)                                                                        | 1786-87       | Museo del Prado, Madrid                                               |
|            | Manuel Osorio Manrique de Zuñiga                                                                    | 1787-88       | Metropolitan Museum of Art, New York                                  |
|            | San Francisco de Borja y el moribundo impenitente                                                   | 1788          | Kathedraal van Valencia                                               |
|            | Los duques de Osuna y sus hijos                                                                     | 1788          | Museo del Prado, Madrid                                               |
|            | Zelfportret                                                                                         | ca. 1790-95   |                                                                       |
|            | La Tirana                                                                                           | 1790-1792     | Real Academia de Bellas Artes de San Fernando, Madrid                 |
|            | Las gigantillas                                                                                     | 1791-92       | Museo del Prado, Madrid                                               |
|            | Portret van Mariana Waldstein                                                                       | ca. 1792      | Louvre, Parijs                                                        |
|            | Cómicos ambulantes                                                                                  | 1793          | Museo del Prado, Madrid                                               |
|            | Fire at Night                                                                                       | 1793-1794     | Banco Inversion-Agepasa, Madrid                                       |
|            | Courtyard with Lunatics                                                                             | 1793-94       | Meadows Museum, Dallas                                                |
|            | Gevangenisinterieur                                                                                 | ca. 1793-94   | Bowes Museum                                                          |
|            | Casa de locos                                                                                       | 1794          | Virginia Meadows Museum and Elizabeth Meadows Sculpture Court, Dallas |
|            | The Marquesa de la Solana                                                                           | ca. 1793-95   | Louvre, Parijs                                                        |
|            | Duchess of Alba                                                                                     | 1795          | Huis van Alva, Madrid                                                 |
|            | La duquesa de Alba y la Beata                                                                       | 1795          | Museo del Prado, Madrid                                               |
|            | Portrait of the Matador Pedro Romero                                                                | ca. 1795-98   | Kimbell Art Museum                                                    |
|            | Portret van Tomás Pérez de Estala                                                                   | ca. 1795      | Hamburger Kunsthalle                                                  |
|            | Zelfportret op linnen                                                                               | 1795-1797     | Museo del Prado, Madrid                                               |
|            | The Black Duchess                                                                                   | 1797          | Hispanic Society of America, New York                                 |
|            | Que se la llevaron!                                                                                 | 1797-98       |                                                                       |
|            | What a sacrifice!                                                                                   | 1797-98       |                                                                       |
|            | The Sleep of Reason Produces Monsters                                                               | 1797-98       |                                                                       |
|            | Witches' Flight                                                                                     | 1797-98       | Museo del Prado, Madrid                                               |
|            | The Spell                                                                                           | 1797-98       |                                                                       |
|            | The Witches' Kitchen                                                                                | 1797-98       |                                                                       |
|            | The Devil's Lamp                                                                                    | 1797-98       |                                                                       |
|            | The Stone Guest                                                                                     | 1797-98       |                                                                       |
|            | They say yes and give their hand to the first comer                                                 | 1797-98       |                                                                       |
|            | You who cannot                                                                                      | 1797-98       |                                                                       |
|            | Self-Portrait with Spectacles                                                                       | 1797-1800     |                                                                       |
|            | Miracle of St. Antony                                                                               | 1798          |                                                                       |
|            | The Taking of Christ                                                                                | 1798          | Kathedraal van Toledo                                                 |
|            | Ferdinand Guillemardet                                                                              | 1798          | Louvre, Parijs                                                        |
|            | A Miracle of St. Anthony of Padua” and other scenes                                                 | 1798          | San Antonio de la Florida, Madrid                                     |
|            | El aquelarre                                                                                        | 1798          | Museo Lázaro Galdiano, Madrid                                         |
|            | La reina María Luisa a caballo                                                                      | 1799          | Museo del Prado, Madrid                                               |
|            | De gravin van Chinchón                                                                              | 1800          | Museo del Prado, Madrid                                               |
|            | La maja desnuda                                                                                     | 1797-1800     | Museo del Prado, Madrid                                               |
|            | La familia de Carlos IV                                                                             | 1800-1801     | Museo del Prado, Madrid                                               |
|            | La maja vestida                                                                                     | ca. 1800-05   | Museo del Prado, Madrid                                               |
|            | Josefa Bayeu (Leocadia Weiss)                                                                       | ca. 1800-1814 |                                                                       |
|            | Bartolome Sureda y Miserol                                                                          | ca. 1803-04   | National Gallery of Art, Washington                                   |
|            | Isabel de Porcel                                                                                    | 1804-05       |                                                                       |
|            | Francisca Sabasa y Garcia                                                                           | 1804-1808     | National Gallery of Art, Washington                                   |
|            | Doña Teresa Sureda                                                                                  | ca. 1805      |                                                                       |
|            | Portret van Doña Antonia Zárate                                                                     | ca. 1805      | National Gallery of Ireland, Dublin                                   |
|            | Young Woman with a Fan                                                                              | 1805-1810     |                                                                       |
|            | Portrait of Doña Isabel de Porcel                                                                   | ca. 1805      | National Gallery, Londen                                              |
|            | The Colossus                                                                                        | ca. 1808-12   | Museo del Prado, Madrid                                               |
|            | Majas on a Balcony                                                                                  | ca. 1808-12   |                                                                       |
|            | Time and the Old Women                                                                              | ca. 1810-12   | Musée des Beaux-Arts, Lille                                           |
|            | General Manuel Romero                                                                               | ca. 1810      | privécollectie, Chicago                                               |
|            | Time                                                                                                | 1810          | Musée des Beaux-Arts, Lille                                           |
|            | Contra el bien general                                                                              | ca. 1810      |                                                                       |
|            | Allegory of the City of Madrid                                                                      | 1810          | Casa del Ayuntamiento, Madrid                                         |
|            | De tijd                                                                                             | ca. 1810-12   | Musée des Beaux-Arts, Lille                                           |
|            | Majas on a Balcony                                                                                  | 1810-1812     | Metropolitan Museum-versie                                            |
|            | Portrait of the Duke of Wellington                                                                  | 1812-14       | National Gallery, Londen                                              |
|            | Portrait of Doña Antonia Zárate (1810-1811)                                                         | ca. 1811      | Hermitage, Sint-Petersburg                                            |
|            | Dead Turkey                                                                                         | 1812          |                                                                       |
|            | Entierro de la Sardina                                                                              | 1812-1819     | Real Academia de Bellas Artes de San Fernando, Madrid                 |
|            | The Majas on the Balcony                                                                            | ca. 1812      | Metropolitan Museum of Art, New York                                  |
|            | This is worse                                                                                       | ca. 1812-13   |                                                                       |
|            | Mariano Goya                                                                                        | ca. 1812-14   | privécollectie, Madrid                                                |
|            | Portrait of Rita Moon Luna                                                                          | 1814          |                                                                       |
|            | Ferdinand VII in an Encampment                                                                      | ca. 1814      | Museo del Prado, Madrid                                               |
|            | El dos de mayo de 1808 en Madrid                                                                    | 1814          | Museo del Prado, Madrid                                               |
|            | El tres de mayo de 1808 en Madrid                                                                   | 1814          | Museo del Prado, Madrid                                               |
|            | De brief                                                                                            | ca. 1814-18   | Musée des Beaux-Arts, Lille                                           |
|            | May the rope break!                                                                                 | ca. 1815      |                                                                       |
|            | Zelfportret                                                                                         | 1815          | Academy of San Fernando                                               |
|            | Unfortunate events in the front seats of the ring of Madrid, and the death of the Mayor of Torrejon | 1815-16       |                                                                       |
|            | La Tauromaquia                                                                                      | 1815-1816     |                                                                       |
|            | Burial of the Sardine (schets)                                                                      | ca. 1816      |                                                                       |
|            | Inquisition Scene                                                                                   | ca. 1816      |                                                                       |
|            | The Procession                                                                                      | ca. 1816      |                                                                       |
|            | SS. Justa and Rufina                                                                                | 1817          | Kathedraal van Sevilla                                                |
|            | De smederij                                                                                         | ca. 1817      | Frick Collection, New York                                            |
|            | The Giant                                                                                           | 1818          |                                                                       |
|            | The Forge                                                                                           | ca. 1819      | Frick Collection, New York                                            |
|            | Portrait of Don Juan Antonio Cuervo                                                                 | 1819          | Cleveland Museum of Art                                               |
|            | The Last Communion of St. Joseph of Calasanz                                                        | 1819          | Escuelas Pías de San Antón, Madrid                                    |
|            | Agony in the Garden (Goya)                                                                          | 1819          | Escuelas Pías de San Antón                                            |
|            | Self-portrait with Dr Arrieta                                                                       | 1820          | Minneapolis Institute of Arts, Minnesota                              |
|            | Mujeres riendo                                                                                      | 1819-1923     | Museo del Prado, Madrid                                               |
|            | Hombres leyendo                                                                                     | ca. 1821-23   | Museo del Prado, Madrid                                               |
|            | Carnival Scene                                                                                      | 1820-1824     |                                                                       |
|            | Atropos o Las Parcas                                                                                | 1820-1823     | Museo del Prado, Madrid                                               |
|            | Goat                                                                                                | 1820-1823     |                                                                       |
|            | Fight with Cudgels                                                                                  | 1820-1823     |                                                                       |
|            | Two Women                                                                                           | 1820-1823     |                                                                       |
|            | Deaf Man                                                                                            | 1820-1823     |                                                                       |
|            | Asmodea                                                                                             | 1820-1823     |                                                                       |
|            | Old Men Eating                                                                                      | 1820-1823     |                                                                       |
|            | The Dog                                                                                             | 1820-23       | Museo del Prado, Madrid                                               |
|            | Duelo a garrotazos                                                                                  | 1820-23       | Museo del Prado, Madrid                                               |
|            | The Great He-Goat or Witches Sabbath                                                                | ca. 1821-23   | Museo del Prado, Madrid                                               |
|            | Saturno devorando a su hijo                                                                         | ca. 1821-23   | Museo del Prado, Madrid                                               |
|            | Two Old Men                                                                                         | ca. 1821-23   |                                                                       |
|            | Two Old Women Eating from a Bowl                                                                    | ca. 1821-23   |                                                                       |
|            | Two Young People Laughing at a Man                                                                  | ca. 1821-23   |                                                                       |
|            | Portrait of Don Ramon Satué                                                                         | 1823          | Rijksmuseum, Amsterdam                                                |
|            | Portrait of José Duaso y Latre                                                                      | 1824          | Museum of Fine Arts, Sevilla                                          |
|            | Leandro Fernández de Moratín                                                                        | 1824          | Museo de Bellas Artes, Bilbao, Spanje                                 |
|            | Monk Talking to an Old Woman                                                                        | 1824-25       | Princeton University Art Museum                                       |
|            | Portrait of Jacques Galos                                                                           | 1826          | Barnes Foundation                                                     |
|            | The Milkmaid of Bordeaux                                                                            | 1825-27       | Museo del Prado, Madrid                                               |
|            | Don Juan Bautista de Muguiro                                                                        | 1827          | Museo del Prado, Madrid                                               |
|            | Don José Pío de Molina                                                                              | 1827-28       | Reinhart Collection, Winterthur                                       |
|            | Josefa Bayeu                                                                                        | Onbekend      |                                                                       |
|            | Striker Family Goya                                                                                 | Onbekend      |                                                                       |